# Anton Sauprügl
Anton Sauprügl (* 1965) ist ein österreichischer Akkordeonist, Organist und Klarinettist sowie langjähriger Musikschulleiter beim Musikschulverband Erlauftal in Purgstall, Niederösterreich. Bekannt wurde er als Akkordeonist und Gründungsmitglied der Band Global Kryner, mit der er u. a. Österreich beim Eurovision Song Contest 2005 in Kiew vertrat.

## Leben
Der Sohn einer landwirtschaftlich erwerbstätigen Familie entschied sich gegen die Hofübernahme. Sein erstes verdientes Geld investierte Sauprügl in seine Leidenschaft Musik, von der er seit 1989 als Musiklehrer und Musiker lebt. 1988 war Sauprügl Klarinettist bei der Militärmusik Niederösterreich in Sankt Pölten. Ab 1990 studierte er in St. Pölten Kirchenmusik. Als Kirchenmusiker war er Kirchenorganist in der Pfarrei Purgstall von 1996 bis 2005 sowie von 2001 bis 2005 Kapellmeister, ebenfalls in seiner Heimatgemeinde. Sauprügl war Studiomusiker und Akkordeonist, u. a. bei der Wolfgang Lindner Band oder den Oberkrainerbands Die Ötscherländer und Texingtal Musikanten. Ab 2003 spielte er auch abwechselnd mit Krzysztof Dobrek bei der Musikkabarett-Formation Die Landstreich, die 2003 den Kleinkunstpreis Salzburger Stier für Österreich bekam. Zu Landstreich kam Sauprügl über seinen Global-Kryner-Bandkollegen Christof Spörk.
Bei Global Kryner spielte Sauprügl ab 2004 bis zur Auflösung 2013, mit Auftritten in Deutschland, Niederlande, Belgien, Frankreich, Schweiz, Italien, Slowenien, Kroatien, Serbien und Mexiko.  Von 2003 bis 2005 substituierte Sauprügl auch gelegentlich seinen Akkordeon-Kollegen Krzysztof Dobrek bei der Musikkabarett-Formation Die Landstreich. Bei beiden Bands spielte er gemeinsam mit dem Klarinettisten und Musikkabarettisten Christof Spörk. Sauprügl ist Tour- und Studiomusiker und hat zahlreiche Lieder und Jingles eingespielt. Er tourte u. a. mit Rainhard Fendrich.

## Ehrungen und Auszeichnungen
- 2007: Prix Pantheon

| Personendaten    | Personendaten                                        |
| ---------------- | ---------------------------------------------------- |
| NAME             | Sauprügl, Anton                                      |
| KURZBESCHREIBUNG | österreichischer Musiker, Mitglied der Global Kryner |
| GEBURTSDATUM     | 1965                                                 |